# Il giardino di gesso
Il giardino di gesso (The Chalk Garden) è un film del 1964 diretto da Ronald Neame ed interpretato da Deborah Kerr, tratti dall'omonimo dramma di Enid Bagnold.

## Trama
Laurel è una sedicenne che vive nella grande villa della nonna, la quale, preoccupata per le bizzarrie della ragazza, cerca una governante che possa occuparsi di lei.
Le governanti che vengono assunte, però, durano ciascuna meno di una settimana, per via dell'ostilità di Laurel. Un giorno risponde all'offerta di lavoro Miss Madrigal, dal carattere particolarmente deciso, ma che è priva di referenze e che sembra voler nascondere il suo passato. Afferma solo, conosciuta Laurel, di vedere in lei se stessa da bambina. La signora St. Maugham, pur con qualche esitazione, decide alla fine di assumerla.
Miss Madrigal, grazie anche alle spiegazioni del maggiordomo Maitland, capisce che i traumi psicologici di Laurel sono legati al fatto che la madre della ragazza ha abbandonato il padre per un altro uomo e che il padre è poi morto in tristi circostanze. Inoltre, la nonna cerca di tener lontana Laurel dalla madre e questo complica la situazione.
Miss Madrigal prova a risvegliare in Laurel sentimenti di amore e di rispetto verso la madre. Intanto, però, le circostanze fanno emergere alla luce l'oscuro passato di Miss Madrigal, creando grande scompiglio nella casa. Alla fine, dopo una clamorosa rivelazione, ogni cosa si sistemerà per il meglio.

## Titolo
Il titolo si riferisce al fatto che la signora St. Maugham si lamenta con Miss Madrigal perché i fiori e le piante non riescono a crescere nel suo giardino, che quindi sembra di gesso.

## Distribuzione
Il film ebbe la sua anteprima britannica a Londra il 2 aprile 1964 e fu distribuito negli Stati Uniti a partire dal 21 maggio successivo; in Italia venne presentato in anteprima al Festival di Taormina il 27 luglio, con distribuzione nelle sale a partire dal 16 ottobre 1964.

## Critica
(Leo Pestelli)

## Riconoscimenti
- 1964 - National Board of Review Award
  - Miglior attrice non protagonista a Edith Evans